# François de Paule
Saint François de Paule, né le 27 mars 1416 à Paule (en italien Paola), en Calabre (Italie), et mort le 2 avril 1507 au couvent des Minimes de Plessis-lès-Tours, est un religieux ermite italien, thaumaturge, fondateur de l'ordre des Minimes. Liturgiquement, il est commémoré le 2 avril.

## Biographie

### Sa famille

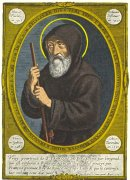
Saint François de Paule, Jean Bourdichon, (1507).

François de Paule est le fils de Jacques (Giacomo) Martolilla de Salicon (1370-1465) et de Vienne de Fuscaldo, une femme originaire de L’Appunto di Fuscaldo, un couple de  propriétaires terriens, catholiques très croyants. Ils se marient en 1401 et n'ont pas d'enfant pendant de longues années. Déjà d'un âge avancé, ils ont recours à l'intercession de saint François d'Assise. Ils prénomment leur aîné, le futur saint, Francesco. Ils ont deux autres enfants, dont une fille Brigida.

### Un enfant malade et religieux
Âgé de deux mois à peine, Francesco contracte une forme grave d’infection à un œil, risquant de devenir aveugle. Toute sa famille prie à nouveau saint François d'Assise et sa mère fait le vœu, en cas de guérison, d'envoyer son fils pour un an comme oblat dans un couvent franciscain. Il guérit très vite.
Dès son plus jeune âge, Francesco a une vie spirituelle déjà très marquée. C’est un adolescent humble, docile et obéissant. À l’âge de treize ans, il respecte la promesse faite par ses parents et se retrouve au couvent franciscain de San Marco Argentano (province de Cosenza), où il reste un an, comme promis par ses parents. Dès son entrée, il se signale par un penchant mystique qui l’accompagnera toute sa vie.

### Pèlerin, ermite, supérieur général…

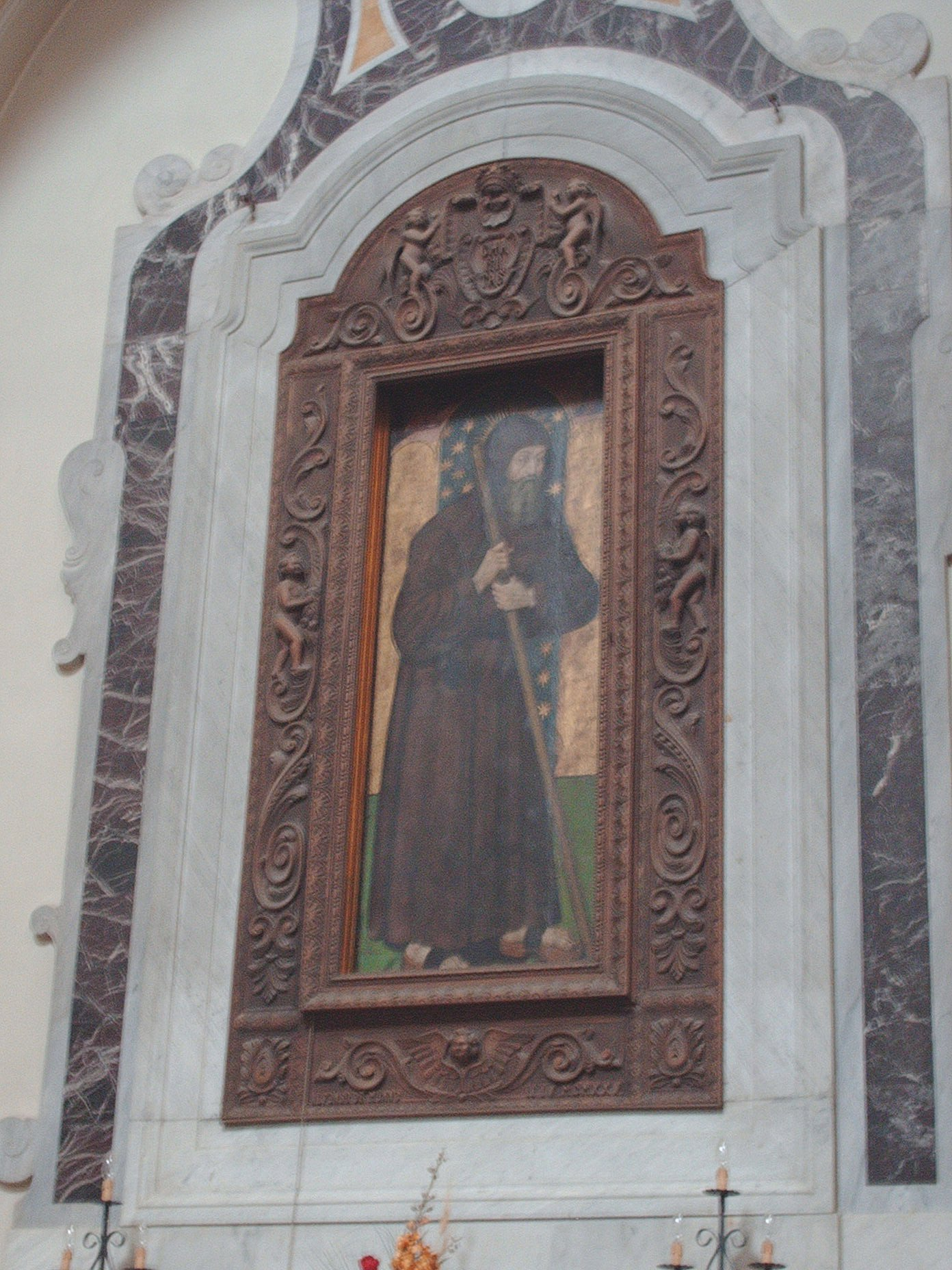
Portrait présumé de vie, peut-être le seul, église de San Francesco di Paola, Montalto Uffugo (Calabre).

En 1430, à l'âge de 14 ans, il fait avec sa famille, un long pèlerinage à Assise, mais aussi à Loreto, Rome, l'abbaye du Mont-Cassin, et au Mont Luco. Le faste de la « ville éternelle » lui déplaît alors que les rencontres avec les anachorètes qu'il croise sur son chemin le marquent. Il fait remarquer à un cardinal que Jésus n'avait pas eu habits aussi somptueux que lui.
Rentré à Paule, il commence à vivre en ermite, dans un endroit inaccessible, le Patrimoine, propriété de sa riche famille. Sa vie dans le dénuement émerveille les habitants de sa ville natale. Dans sa grotte, il reçoit la visite d'un faon poursuivi par des chasseurs. Miraculeusement, il l'apprivoisa et convertit les chasseurs qui devinrent ses premiers « frati » (frères). C'est ainsi qu'à partir de 1435, il est rejoint par d'autres fidèles, attirés par sa renommée de sainteté, qui s'associent à ce mode de vie. Ils le reconnaissent comme leur guide spirituel.
Avec ses douze premiers compagnons, Francesco construit une chapelle et trois dortoirs, site que l'on peut voir aujourd'hui au sanctuaire Saint-François-de-Paule. Il fonde avec eux un ordre religieux, qu'il nomme « les Minimes », c'est-à-dire les tout petits. Ils font vœu d'humilité, se livrent surtout à l'exercice de la charité. On les appelle « les ermites de saint François d'Assise ». Jamais fondateur d'ordre n'a commencé à l'être à cet âge : François de Paule n'a que dix-neuf ans.
Aux premières adhésions s'en ajoutent beaucoup d'autres. Elles sont si nombreuses que le 31 août 1452, le nouvel archevêque de Cosenza, Pyrrhus Caracciolo, accorde son approbation pour fonder un oratoire, un monastère et une église. L'édification du monastère est l'occasion pour les nobles de sa ville de lui manifester leur estime profonde. Ils travaillent de leurs mains pour en hâter la construction.

### Devise: "Charité"
François de Paule est généralement représenté avec, dans le ciel, à côté de sa tête, le mot latin "Charitas" dans un cercle rayonnant.
Un jour, selon les mémoires de Jean de Milazza, l'un de ses disciples, l'archange saint Michel lui apparut dans un grand éclat et lui présenta un cartouche environné de rayons, comme une gloire de St Sacrement contenant le mot "CHARITAS" (charité) écrit en lettre d'or sur fond d'azur, lui ordonnant de prendre ce signe comme armes et blason pour son ordre.

### La reconnaissance pontificale
La réputation de sainteté de Francesco se répand rapidement, au point qu'en 1467 le  pape Paul II envoie à Paule son émissaire, Baldassarre De Gutrossis, pour avoir des nouvelles de l'ermite calabrais. Rentré à Rome, l'envoyé pontifical présente un rapport sur la vie de prière et d'austérité qui règne dans ce  monastère. Le 4 juillet 1467, quatre cardinaux signent la lettre qui accorde l'indulgence à ceux qui ont contribué à la construction de l'église du monastère de Paule, ainsi qu'à ceux qui l'ont visitée.[réf. nécessaire]

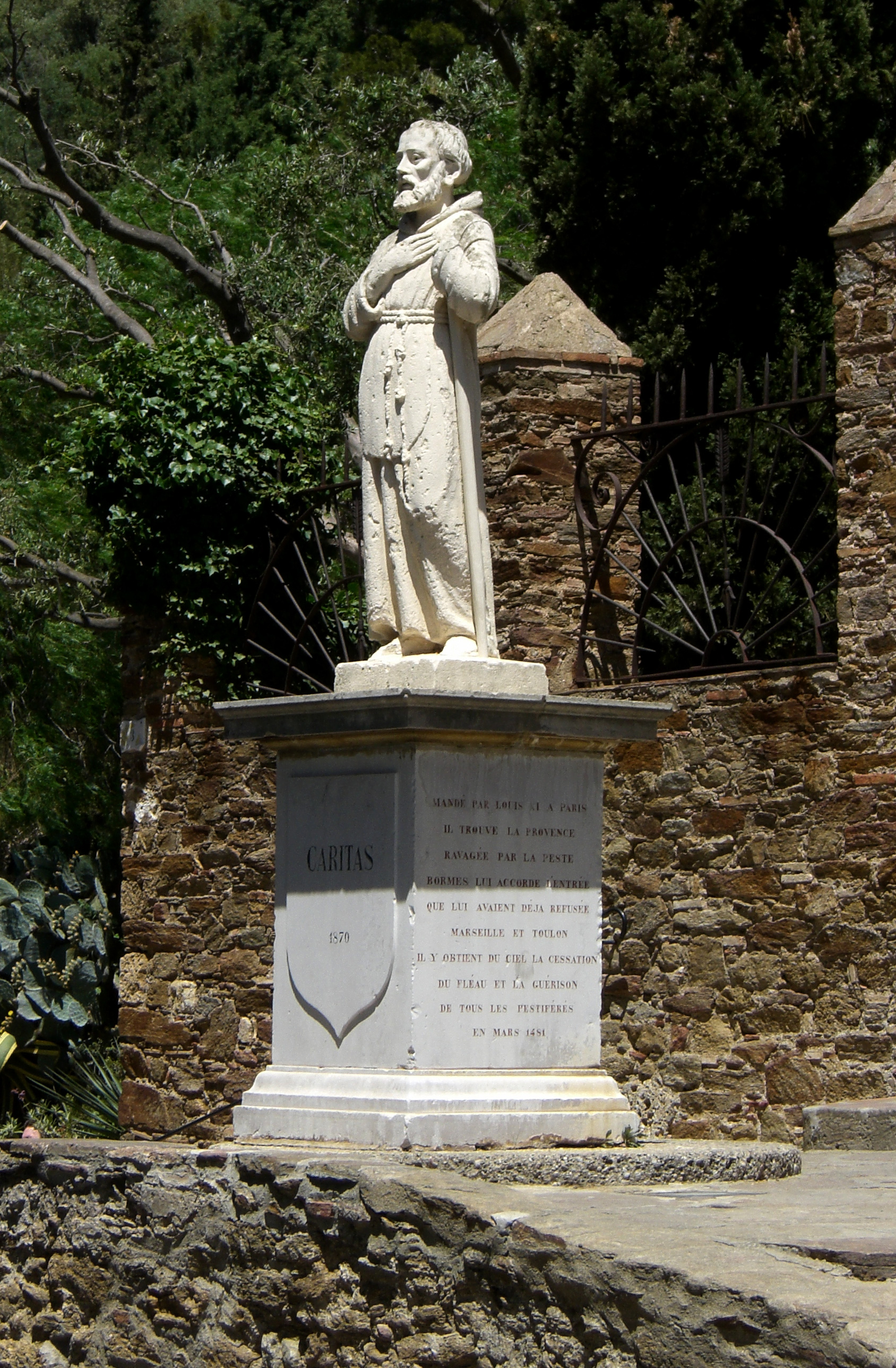
Statue de saint François de Paule à Bormes-les-Mimosas.

En 1470, commence le processus canonique pour l'approbation du nouvel ordre d'ermites. La cause du paolano est défendue par Baldassarre da Spigno. Le 17 mai 1474, le pape Sixte IV reconnaît le nouvel ordre officiellement avec la dénomination :  « Congregazione eremitica paolana di San Francesco d'Assisi ». La reconnaissance de la règle d'extrême austérité vient avec le pape Alexandre VI, en concomitance avec le changement du nom en celui encore actuel, d'« Ordre des Minimes ».
François ne change pas de vêtements et porte une robe de bure, comme ses parents avant-lui. Le futur saint ne se rase pas. Il erre sur les chemins rocailleux de Calabre et de Sicile, sans chaussures et couche à même le sol. L'ermite ne mange qu'une fois par jour, après le coucher du soleil, et pratique un régime végétalien. Il passe de nombreux carêmes entiers sans manger. Son corps, très odoriférant, sent l'ambre gris ou le musc, selon ses fidèles.[réf. nécessaire]

### Les nouveaux monastères
Francesco devient, donc, un point de référence essentiel pour les catholiques et pour les pauvres de sa terre natale. À lui, ils s'adressent pour des conseils de caractère spirituel, mais aussi pour des conseils sur leur vie matérielle.
Le royaume de Naples est à cette époque sous domination des Aragonais qui avaient instauré un « régime colonial » au détriment de la population. C'est dans ce contexte historique que François de Paule s'est donné la mission de diffuser la foi chrétienne.

### Les miracles
Selon l'enseignement de la tradition catholique relatée dans les Acta Sanctorum, les phénomènes surnaturels attribués à Francesco ne manquent pas.
Enfant, il déposait avec ses doigts des charbons ardents dans l'encensoir sans se brûler. Par la suite, il fait la prophétie que la ville d'Otrante va tomber aux mains des Turcs en 1480, puis être reconquise par le roi de Naples. Puis François de Paule ressuscite, dit-on, sept morts.
On lui attribue aussi :
- la guérison d'un garçon atteint d'une plaie incurable à un bras, guérie avec des herbes communes banales ;
- des aveugles qui voient, des lépreux et des malades mentaux guéris ;
- la délivrance de la peste du village de Bormes (Var) en 1481[12],
- il délivra aussi Fréjus de la peste en 1482, les habitants y célèbrent une bravade en son honneur chaque année depuis lors
- le jaillissement miraculeux d'une source du Cucchiarella, qu'il fait jaillir en frappant avec un bâton une roche, près du couvent de Paule ;
- les « pierres du miracle » qui restent en équilibre instable au lieu de tomber sur le couvent ;
- la traversée du détroit de Messine sur son manteau étendu, après que le patron de barque Maso lui a refusé de le faire passer avec quelques disciples gratuitement[13]. En raison de ce miracle, il est déclaré en 1943 patron des marins italiens[14].

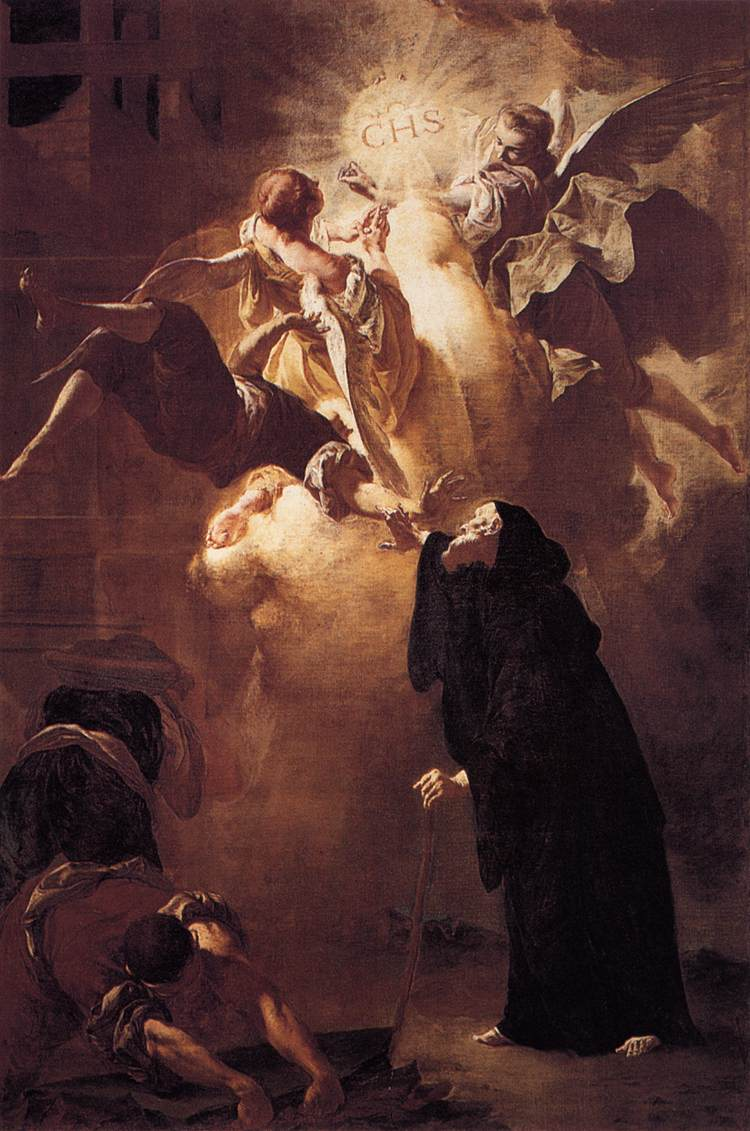
Le miracle de Saint François de Paule, Francesco Capella.
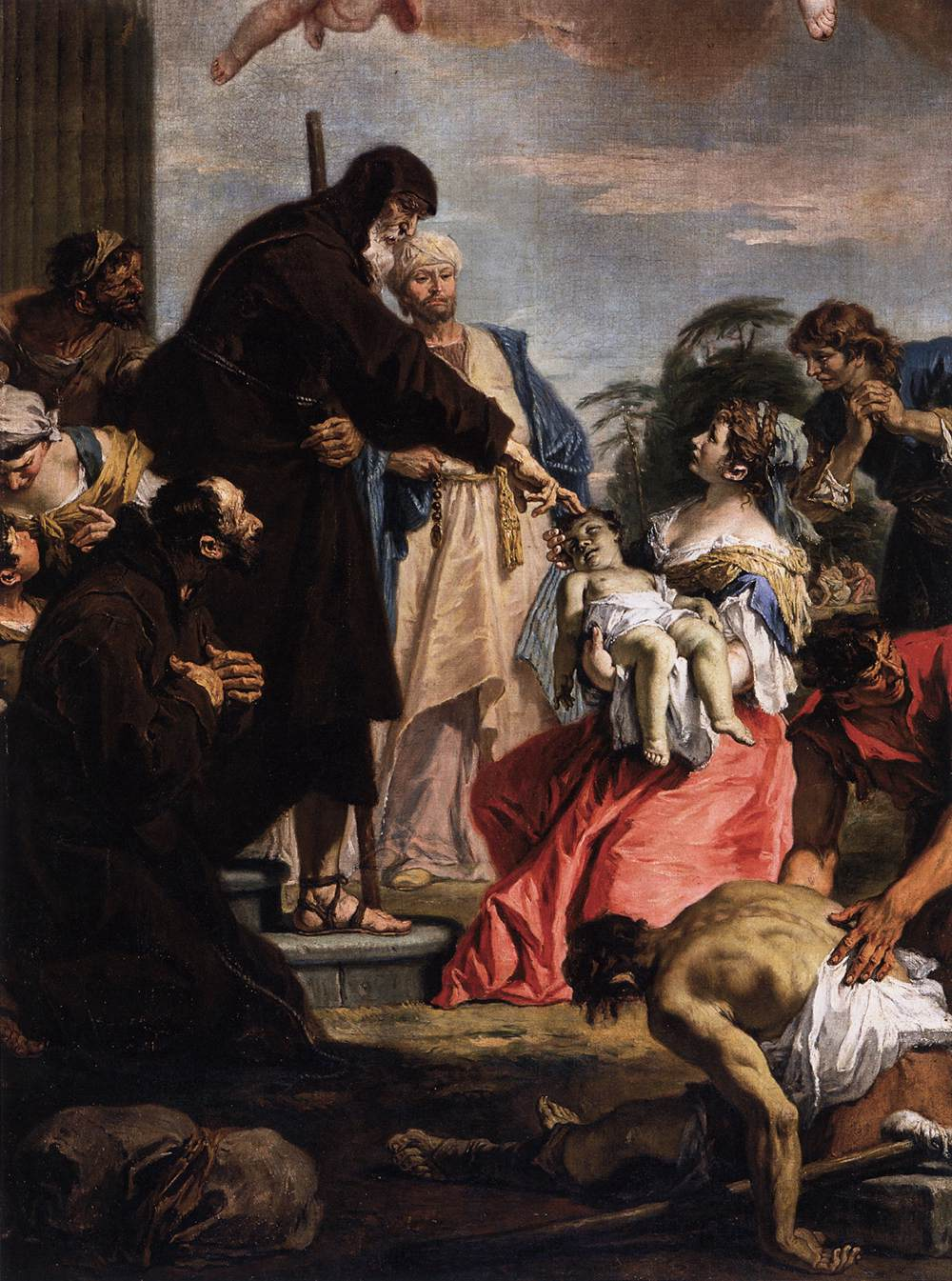
Saint François de Paule ressuscite un enfant, Sebastiano Ricci (1733), église Saint-Roch de Venise[15].

### À la cour de Louis XI

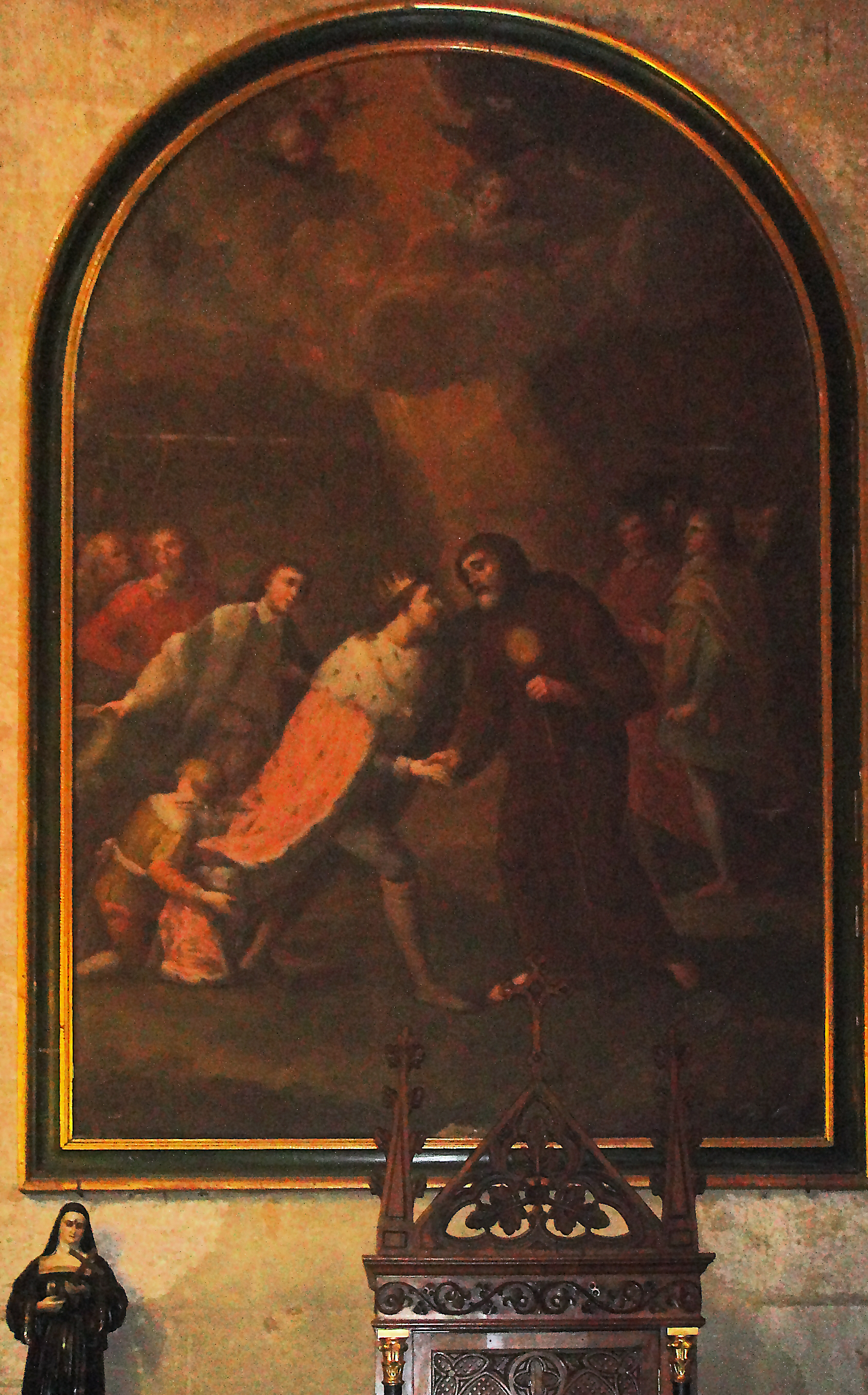
Le roi de France Louis XI accueillant saint François (église Saint-Nicolas de la Villa, Cordoue).

À partir de 1481, François vit à la cour de Ferdinand Ier de Naples. Mais comme celui qu'on surnomme désormais « le saint homme » a la réputation d'opérer des guérisons miraculeuses, il ne va pas pouvoir regagner Paule. Les marchands napolitains parlent de ses miracles à Louis XI, roi de France, dangereusement malade et dont les jours sont comptés. Le roi, qui auparavant croyait prolonger ses jours en s'entourant de reliques, espère être guéri par ses prières. Le souverain écrit au pape Sixte IV, qui envoie deux brefs à François pour lui ordonner d'aller en France. Il obéit à ce commandement.
Le pape et le roi de Naples veulent renforcer les rapports fragiles avec la grande puissance de l'époque, la France. Leur but est de trouver un accord pour abolir la Pragmatique Sanction de Bourges de 1438. Ils doivent convaincre François de laisser sa terre natale et d'abandonner son style de vie austère pour la cour de France.
Au cours de son voyage, le petit navire qui le conduit d'Ostie à Marseille est attaqué par des pirates, et essuie une tempête. Arrivé très miraculeusement à Marseille, notre ermite ne peut débarquer, car la Provence est ravagée par la peste. Refoulé aussi à Toulon, il réussit à débarquer à Bormes. Il y soigne les malades par l'apposition des mains. Il fait de nouveaux adeptes, ainsi qu'à Fréjus, où il crée le couvent Notre-Dame-de-la-Pitié.
Accueilli partout avec de grandes marques de respect et de dévotion, François remonte le Rhône en bateau. La ville de Lyon l'accueille le 24 avril 1483. Par sa lettre, le roi a ordonné à la ville de fêter son arrivée en grande pompe, tout comme celle du pape. Il quitte Lyon au bout de deux jours pour aller à Roanne, d'où il descend la Loire jusqu'à Tours, et arrive au château de Plessis-lez-Tours, auprès de Louis XI. Le roi se jette à ses pieds et implore ses bénédictions. Il le flatte, il le supplie et fait construire deux couvents pour son ordre…. Mais le pieux ermite ne peut que préparer le roi à se résigner et à mourir chrétiennement. Louis XI décède le 30 août 1483, à l'âge de 60 ans.

### Vie à la cour de France

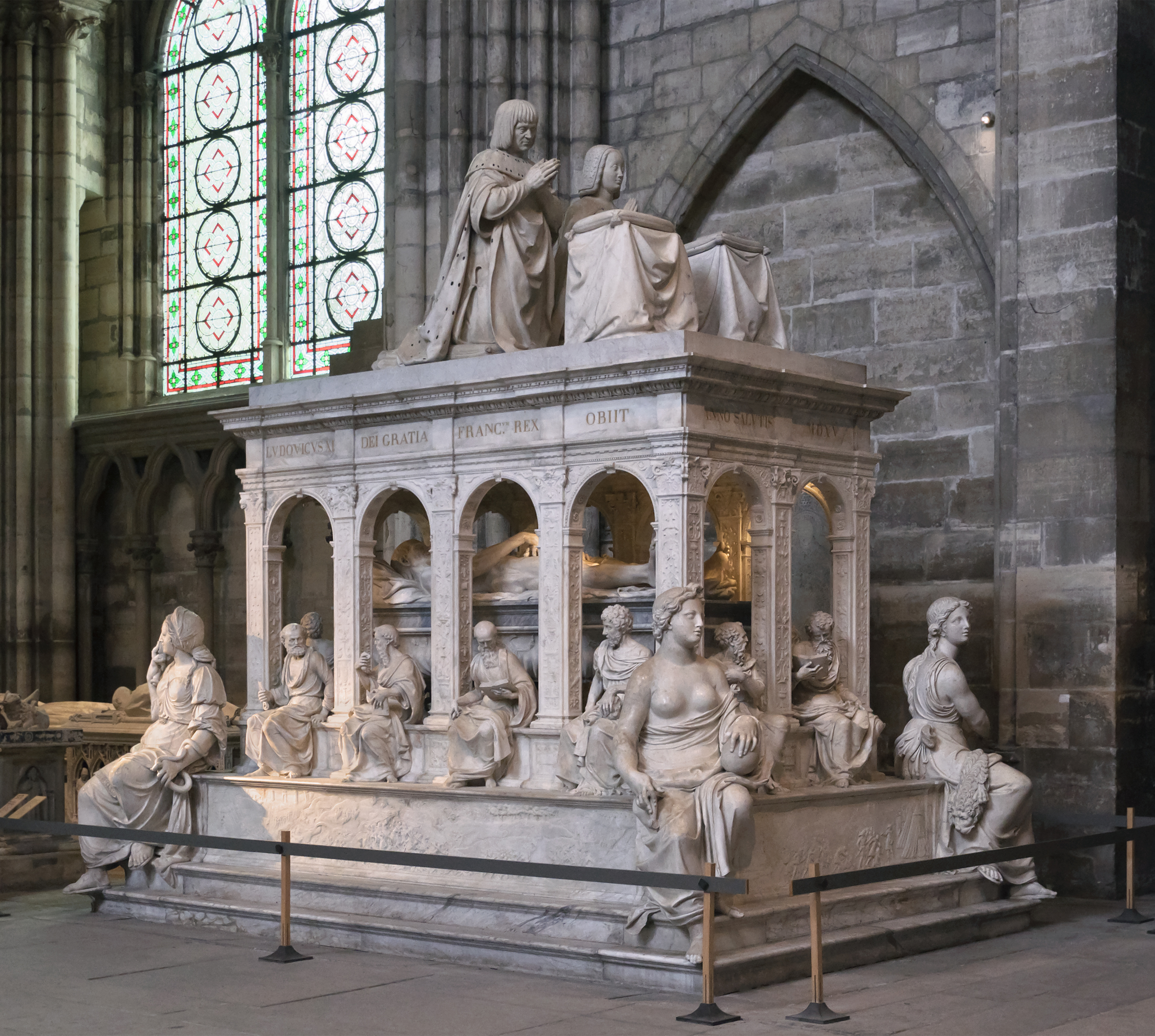
Tombeau de Louis XII et d'Anne de Bretagne à la basilique de Saint-Denis. François de Paule est en partie à l'origine de cette union.

Après la mort de Louis XI, François de Paule va rester un quart de siècle à la cour de France, où il est protégé par Charles VIII et Louis XII. Affectueusement surnommé « le bonhomme » par le peuple, qui le vénère, mais aussi par la cour, qu'il dédaigne, ce simple frère-laïc bénit inlassablement cierges et chapelets. Pourtant il gouverne à merveille la vie spirituelle des prêtres, évêques et rois. Il sait se faire apprécier des plus humbles, comme des savants de la Sorbonne. Il a son logement au château de Plessis-lès-Tours. Bossuet nous dit que : « Cependant l'incomparable François de Paule est solitaire jusque dans la Cour… François ne trouve rien qui soit digne de lui que le ciel. ». Et Bossuet ajoute : « François de Paule, Ô l'ardent amoureux ! Il est blessé, il est transporté, on ne peut le tirer de sa chère cellule, parce qu'il y embrasse son Dieu en paix et en solitude. »
Beaucoup de franciscains religieux, bénédictins et ermites, fascinés par son style de vie, se joignent à lui en France, comme par le passé en Italie et contribuent ainsi à l'universalisation de son ordre. François de Paule établit en France quelques maisons de son ordre. En 1489, Charles VIII fait bâtir les couvents de Tours et d'Amboise qu'il dote de précieux privilèges.
Lors de la guerre de Bretagne, François de Paule plaide pour un mariage entre Anne de Bretagne et Charles VIII, qui établirait la paix. Devenue reine, Anne fonde le couvent royal de Notre-Dame-de-Toutes-les-Grâces, à Chaillot et un monastère à Gien.
François de Paule meurt dans le monastère qu’il avait fondé au Plessis-lez-Tours, le Vendredi saint de l'an 1507. Coïncidence ou récompense divine pour un saint qui avait commencé sa retraite à douze ans ? Il est inhumé au couvent des Minimes, sur l'actuelle commune de La Riche, dont le tombeau a été profané durant les guerres de religion puis sous la Révolution française. Ses reliques se trouvent dans l'église Notre-Dame-la-Riche à Tours.

### Après sa mort

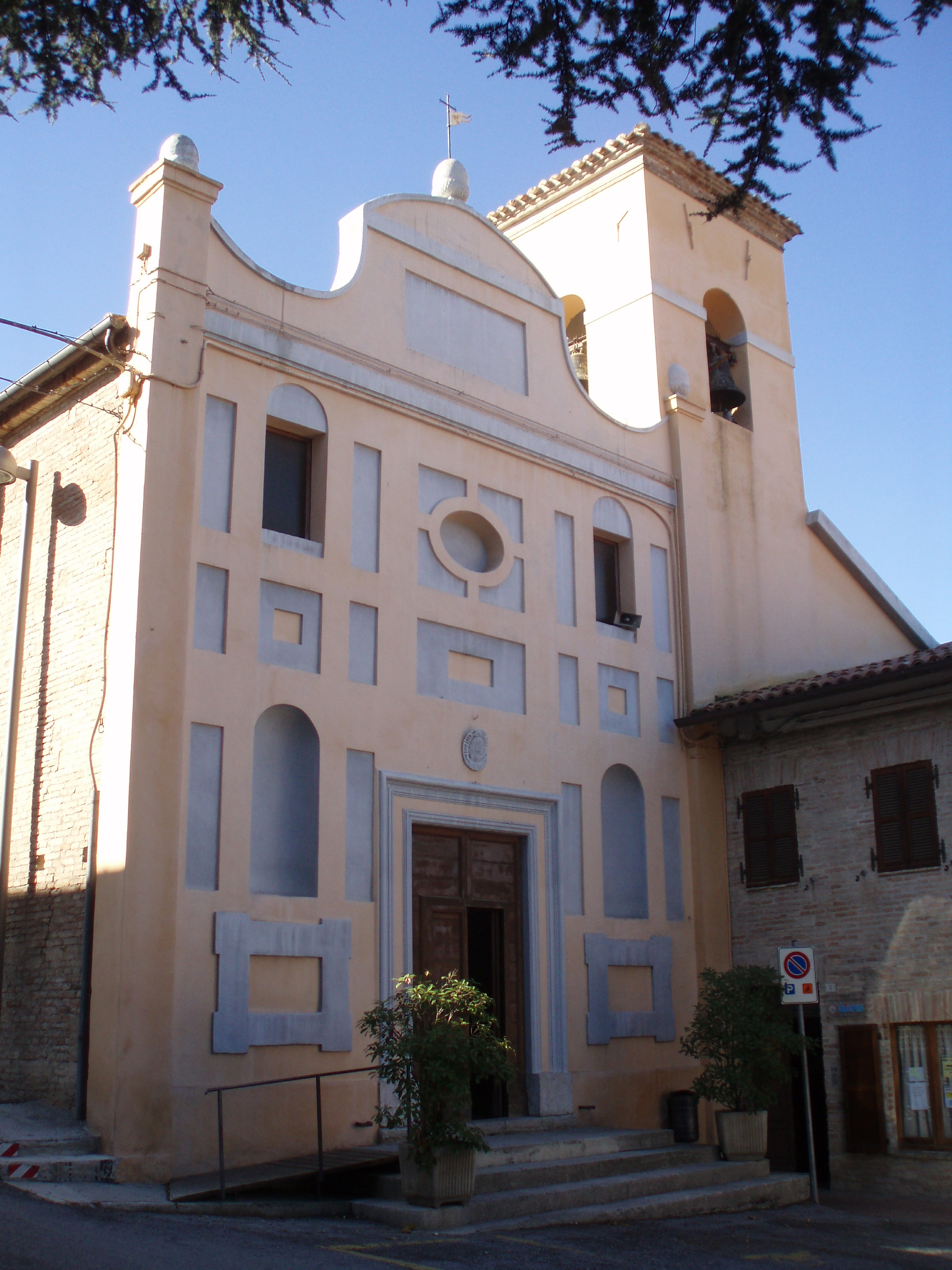
Église San Francesco di Paola à Castelleone di Suasa.

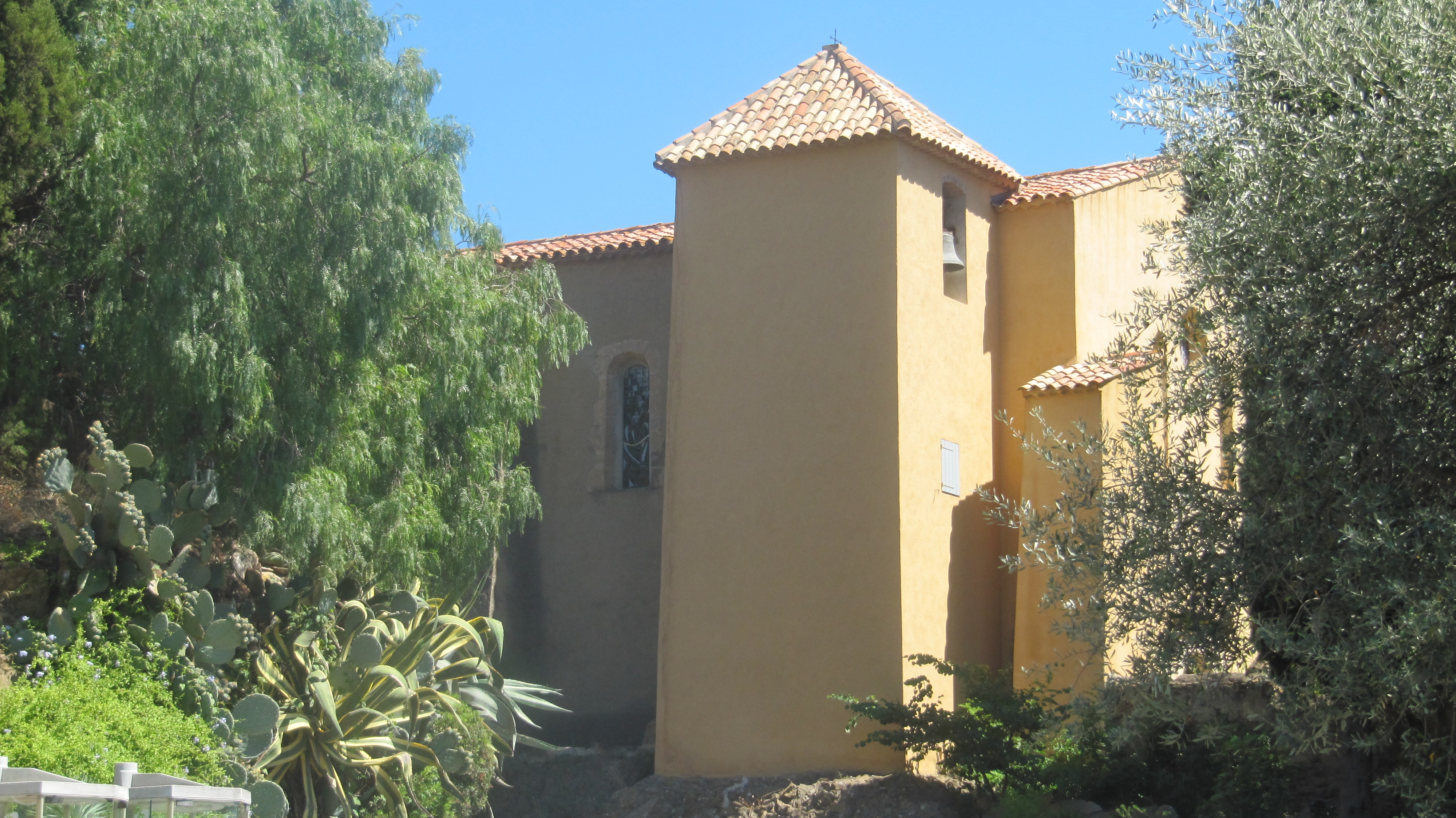
Chapelle Saint-François-de-Paule à Bormes-les-Mimosas.

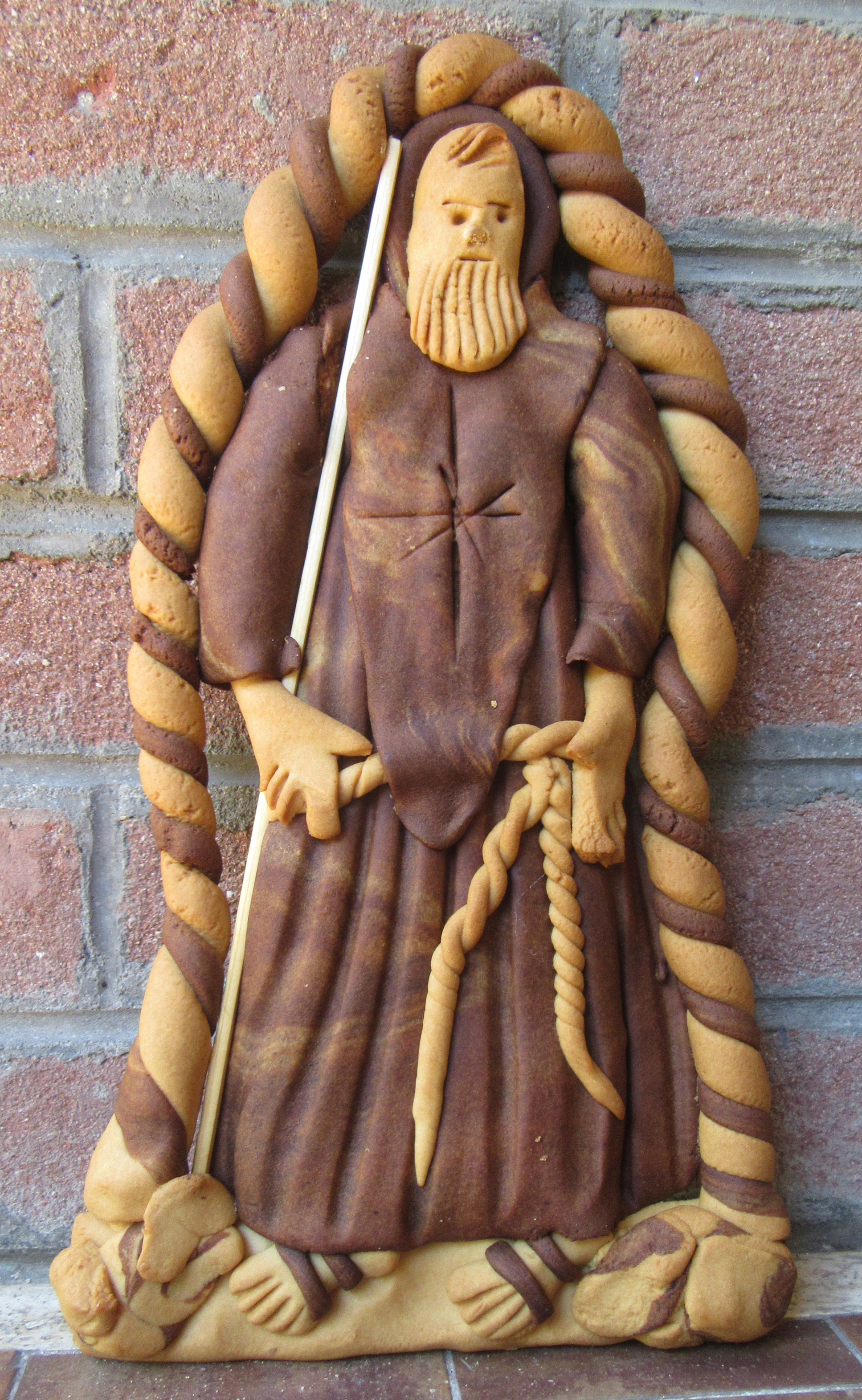
Représentation de François de Paule en forme de 'Nzouddha (ou Mostacciolo), gâteau typique calabrais au miel.

François de Paule serait encore à l'origine d'un miracle après sa mort : son corps resté sans sépulture durant onze jours est, selon ses proches, demeuré sans corruption, rendant même une odeur agréable.
En 1507, on ne compte pas moins de 13 couvents dans le royaume de France, puis 38 en 1600 et plus de 150 à la fin du XVIIe siècle. L'Ordre, après s'être installé en Italie et en France arrive en Espagne, après les succès remportés par Ferdinand V sur les Maures. Dans le Saint Empire, l'empereur Maximilien les accueille avec dévotion.
Les Minimes respectent une partie de ses règles de vie. Pendant des siècles, ils portent une robe de drap grossier de couleur noire qui descend jusqu'aux talons, une ceinture de laine nouée de cinq nœuds ; ils ne peuvent quitter cet habit ni le jour, ni la nuit. Il leur est interdit de porter des chaussures fermées, sauf en voyage, sabots de bois ou sandales rappelant aux moines qu'ils sont parmi les plus pauvres. En voyage, ils vont à pied ou sur le dos d'un âne ou, seulement lorsqu'ils ne trouvent pas d'âne, sur un mulet ou un cheval.
Jules II, en 1512, permet l’ouverture d’un procès apostolique en vue de la canonisation de François de Paule. Léon X qui, par le bref Illius, daté du 7 juillet 1513, avait autorisé son culte privé, le canonise, le 12 mai 1519, par la bulle Excelsus Dominus, la première canonisation de son pontificat, qui loue en saint François de Paule la force confondue par la faiblesse, la science qui enfle cédant à la simplicité qui édifie.
Pendant la révolution religieuse du XVIe siècle, sa dépouille mortelle est brûlée par des réformés.
La famille de François de Paule est éteinte. Mais après la mort du dernier des d'Alesso, les La Saussaye et les d'Ormesson ont tenu à l'honneur de mettre au nombre de leurs prénoms celui du célèbre consolateur des derniers jours de Louis XI. Le 2 avril 1745, à Paris, dans l’église des Minimes, Massillon prononça le panégyrique de saint François de Paule devant le chancelier d’Aguesseau et sa femme, Jeanne d’Ormesson, qui descendait de la sœur du saint, Brigitte d’Alesso.
La légende de la traversée du détroit de Messine a inspiré à Franz Liszt une des plus célèbres pièces du piano romantique  La légende de St. François de Paule marchant sur les flots, grand morceau de bravoure du répertoire.

## Écrits
Né à Paola (Italie) en Calabre, François entendit très jeune l'appel à la vie d'ermite et il se retira dans une grotte. Mais les foules vinrent à lui et les ermitages se multiplièrent autour du sien. L'Ordre des Minimes devait naître. François mourut en France, à Plessis-lès-Tours, où l'avait appelé la confiance du roi Louis XI.
Fait partie d'un numéro thématique : La Réforme des réguliers en France de la fin du XVe siècle à la fin des guerres de religion.

- Saint François de Paule et la réforme des réguliers. Robert Fyot. Revue d'histoire de l'Église de France, Année 1979/174, p. 55-74. Persée (portail).
- La canonisation de saint François de Paule. Analyse comparative des procès de Calabre et de Tours. in Saint François de Paule et les Minimes en France de la fin du XVe siècle au XVIIIe siècle. André Vauchez (historien), Pierre Benoist, éd. Presses universitaires François-Rabelais.

Victor Hugo en a fait un des personnages de sa pièce Torquemada.